# Auzouville-sur-Ry
Pour les articles homonymes, voir Auzouville (homonymie) et Ry.
Auzouville-sur-Ry est une commune française située dans le département de la Seine-Maritime en région Normandie.

## Géographie

### Localisation

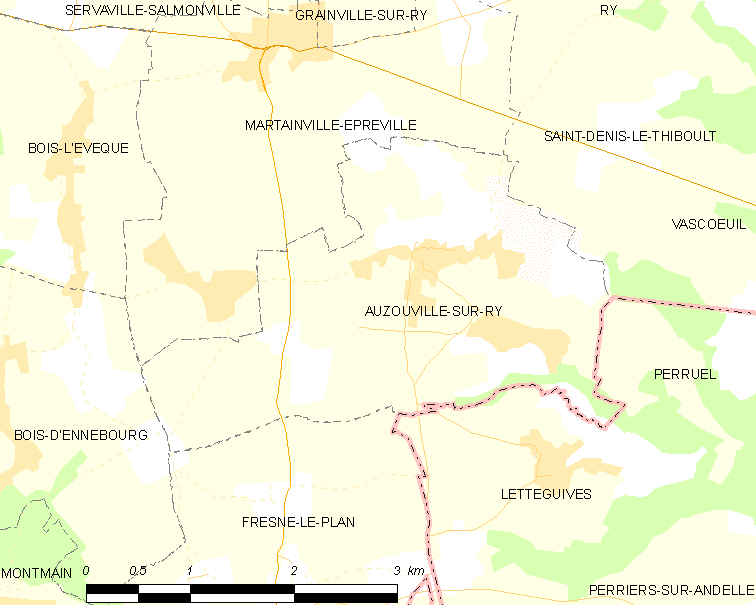
Carte de la commune.

Auzouville-sur-Ry est une commune du pays d'Entre Seine et Bray située dans le canton du Mesnil-Esnard.
| Martainville-Épreville |                   | Saint-Denis-le-Thiboult |
| Bois-d'Ennebourg       | Auzonville-sur-Ry | Perruel Eure            |
| Fresne-le-Plan         |                   | Letteguives Eure        |

### Hydrographie
La commune est située dans le bassin Seine-Normandie. Elle n'est drainée par aucun cours d'eau.

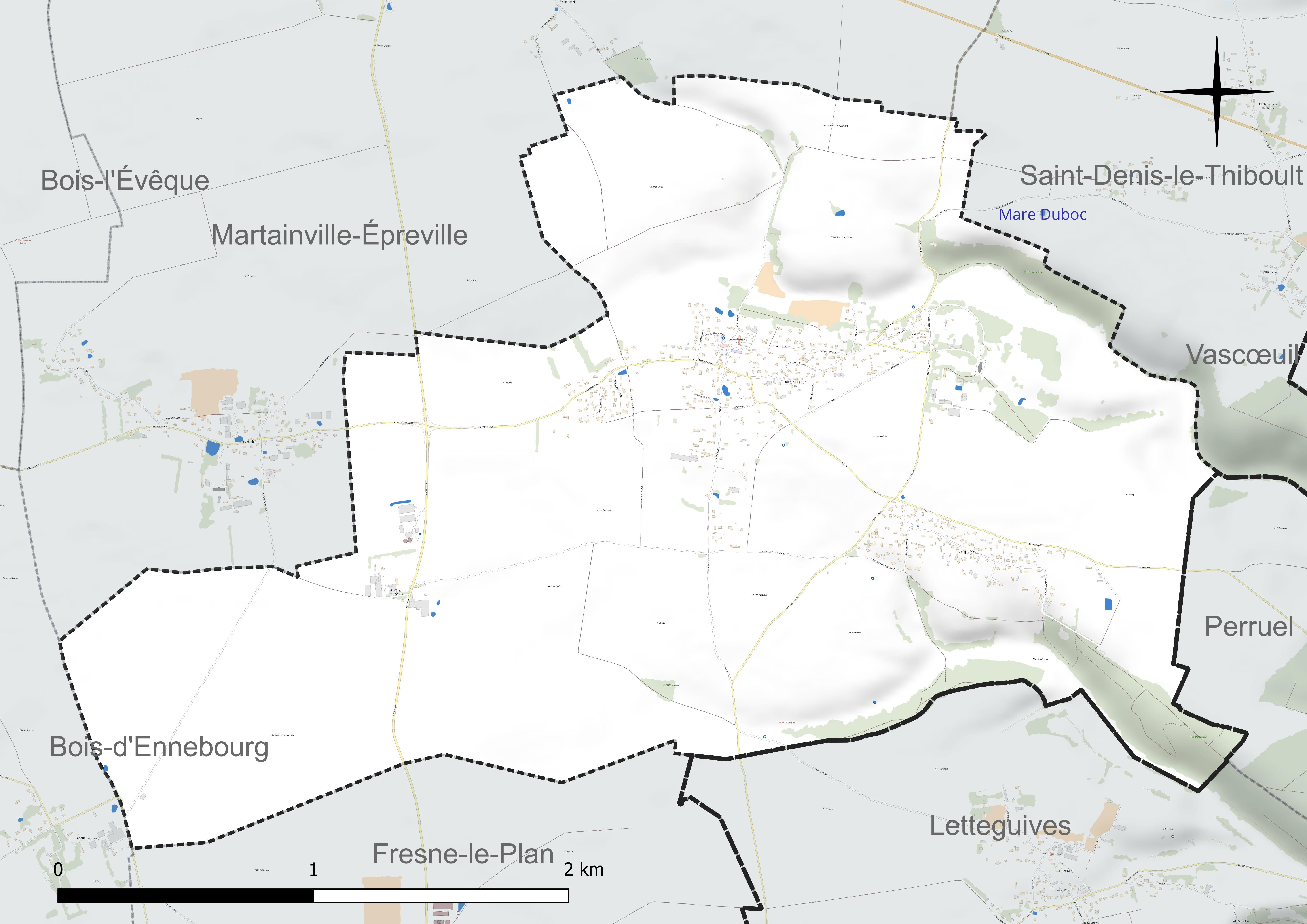
Réseau hydrographique d'Auzouville-sur-Ry.

### Climat
Pour des articles plus généraux, voir Climat de la Normandie et Climat de la Seine-Maritime.
En 2010, le climat de la commune est de type climat océanique dégradé des plaines du Centre et du Nord, selon une étude du CNRS s'appuyant sur une série de données couvrant la période 1971-2000. En 2020, Météo-France publie une typologie des climats de la France métropolitaine dans laquelle la commune est exposée à un climat océanique et est dans la région climatique Côtes de la Manche orientale, caractérisée par un faible ensoleillement (1 550 h/an) ; forte humidité de l’air (plus de 20 h/jour avec humidité relative > 80 % en hiver), vents forts fréquents. Parallèlement le GIEC normand, un groupe régional d’experts sur le climat, différencie quant à lui, dans une étude de 2020, trois grands types de climats pour la région Normandie, nuancés à une échelle plus fine par les facteurs géographiques locaux. La commune est, selon ce zonage, exposée à un « climat maritime », correspondant au Pays de Caux, frais, humide et pluvieux, légèrement plus frais que dans le Cotentin.
Pour la période 1971-2000, la température annuelle moyenne est de 10,3 °C, avec une amplitude thermique annuelle de 13,8 °C. Le cumul annuel moyen de précipitations est de 834 mm, avec 12,8 jours de précipitations en janvier et 8,6 jours en juillet. Pour la période 1991-2020, la température moyenne annuelle observée sur la station météorologique la plus proche, située sur la commune de Boos à 10 km à vol d'oiseau, est de 10,9 °C et le cumul annuel moyen de précipitations est de 847,5 mm,. Pour l'avenir, les paramètres climatiques de la commune estimés pour 2050 selon différents scénarios d’émission de gaz à effet de serre sont consultables sur un site dédié publié par Météo-France en novembre 2022.

## Urbanisme

### Typologie
Au 1er janvier 2024, Auzouville-sur-Ry est catégorisée commune rurale à habitat dispersé, selon la nouvelle grille communale de densité à sept niveaux définie par l'Insee en 2022.
Elle est située hors unité urbaine. Par ailleurs la commune fait partie de l'aire d'attraction de Rouen, dont elle est une commune de la couronne,. Cette aire, qui regroupe 317 communes, est catégorisée dans les aires de 200 000 à moins de 700 000 habitants,.

### Occupation des sols
L'occupation des sols de la commune, telle qu'elle ressort de la base de données européenne d’occupation biophysique des sols Corine Land Cover (CLC), est marquée par l'importance des territoires agricoles (86,8 % en 2018), en diminution par rapport à 1990 (88,5 %). La répartition détaillée en 2018 est la suivante : 
terres arables (63,6 %), prairies (17,8 %), zones urbanisées (10,3 %), zones agricoles hétérogènes (5,4 %), forêts (2,9 %). L'évolution de l’occupation des sols de la commune et de ses infrastructures peut être observée sur les différentes représentations cartographiques du territoire : la carte de Cassini (XVIIIe siècle), la carte d'état-major (1820-1866) et les cartes ou photos aériennes de l'IGN pour la période actuelle (1950 à aujourd'hui).

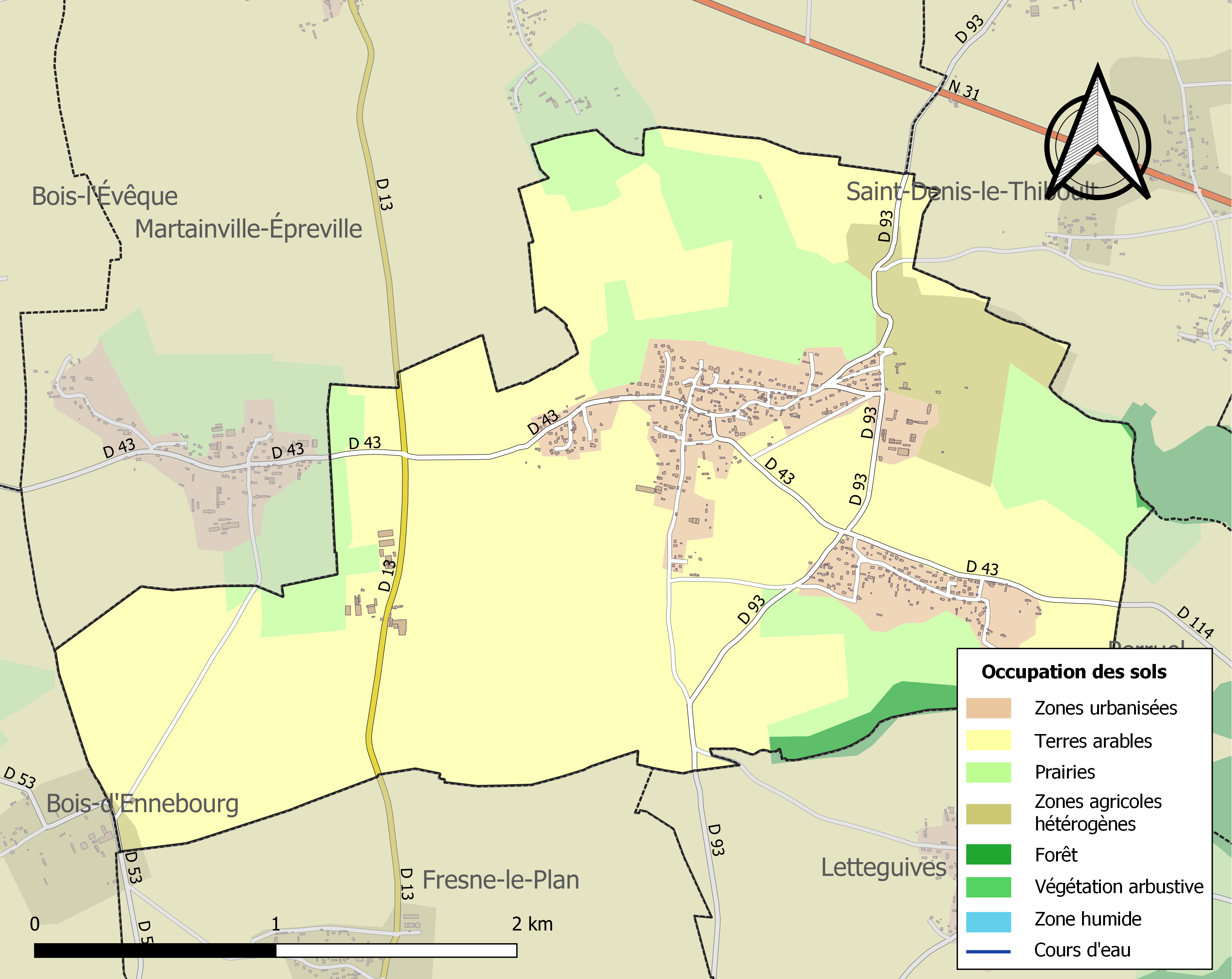
Carte des infrastructures et de l'occupation des sols de la commune en 2018 (CLC).

## Toponymie
Le nom de la localité est attesté sous les formes Osulvila en 1015, Osul Villa vers 1077 (Adigard des Gautries, 1956 p. 130), Osovilla vers 1240 (H. Fr. XXIII, 246), Osovilla en 1257, Osouvilla en 1265, Ossouvilla en 1291 (Archives départementales de la Seine-Maritime, 14 H 17 f. 43 v.), Osouvilla en 1319, Ossouville en 1459 (Arch. S.-M., G 3267, 3268, 3269), Osouvilla en 1337, Ausouville en 1330, Ausouville sur Ry en 1380 (Arch. S.-M. tab. Rouen reg. 4 f. 24 v.), Osouville en 1431 (Longnon 19, 78), Ausouville sur Ry en 1460 (Arch. S.-M. tab. Rouen), Auzouville le Roteur au XVIIe siècle (Arch. S.-M., G 7978), Auzouville en 1715 (Frémont), Auzouville en1757 (Cassini), Auzouville sur Ry en 1788 (Dict.).
Ry est une commune  située à l'est de Rouen dans la vallée du Crevon (rivière) , affluent de l'Andelle.

## Politique et administration
| Période                                  | Période                    | Identité       | Étiquette | Qualité                         |
| ---------------------------------------- | -------------------------- | -------------- | --------- | ------------------------------- |
| Les données manquantes sont à compléter. |                            |                |           |                                 |
| vers 1879                                |                            | A. Guérard     |           | Agriculteur et industriel       |
| Les données manquantes sont à compléter. |                            |                |           |                                 |
| mars 1977                                | juin 1995                  | Paul Cousin    |           | Agriculteur                     |
| juin 1995                                | 2014                       | William Pillon |           | Agent hospitalier               |
| 2014                                     | En cours (au 10 août 2020) | Annie Jegat    |           | Réélue pour le mandat 2020-2026 |

## Population et société

### Démographie
L'évolution du nombre d'habitants est connue à travers les recensements de la population effectués dans la commune depuis 1793. Pour les communes de moins de 10 000 habitants, une enquête de recensement portant sur toute la population est réalisée tous les cinq ans, les populations de référence des années intermédiaires étant quant à elles estimées par interpolation ou extrapolation. Pour la commune, le premier recensement exhaustif entrant dans le cadre du nouveau dispositif a été réalisé en 2005.

En 2022, la commune comptait 681 habitants, en évolution de −6,71 % par rapport à 2016 (Seine-Maritime : +0,35 %, France hors Mayotte : +2,11 %).
| 1793 | 1800 | 1806 | 1821 | 1831 | 1836 | 1841 | 1846 | 1851 |
| ---- | ---- | ---- | ---- | ---- | ---- | ---- | ---- | ---- |
| 774  | 750  | 688  | 707  | 686  | 748  | 712  | 732  | 681  |

| 1856 | 1861 | 1866 | 1872 | 1876 | 1881 | 1886 | 1891 | 1896 |
| ---- | ---- | ---- | ---- | ---- | ---- | ---- | ---- | ---- |
| 700  | 641  | 669  | 567  | 579  | 516  | 484  | 451  | 407  |

| 1901 | 1906 | 1911 | 1921 | 1926 | 1931 | 1936 | 1946 | 1954 |
| ---- | ---- | ---- | ---- | ---- | ---- | ---- | ---- | ---- |
| 384  | 383  | 358  | 349  | 349  | 361  | 361  | 405  | 418  |

| 1962 | 1968 | 1975 | 1982 | 1990 | 1999 | 2005 | 2006 | 2010 |
| ---- | ---- | ---- | ---- | ---- | ---- | ---- | ---- | ---- |
| 408  | 428  | 431  | 510  | 601  | 577  | 597  | 600  | 626  |

| 2015 | 2020 | 2022 | - | - | - | - | - | - |
| ---- | ---- | ---- | - | - | - | - | - | - |
| 712  | 690  | 681  | - | - | - | - | - | - |

### Manifestations culturelles et festivités
- Fête des saveurs en mai.
- Fête patronale le 15 août.

## Culture locale et patrimoine

### Lieux et monuments
- Église Notre-Dame[20].

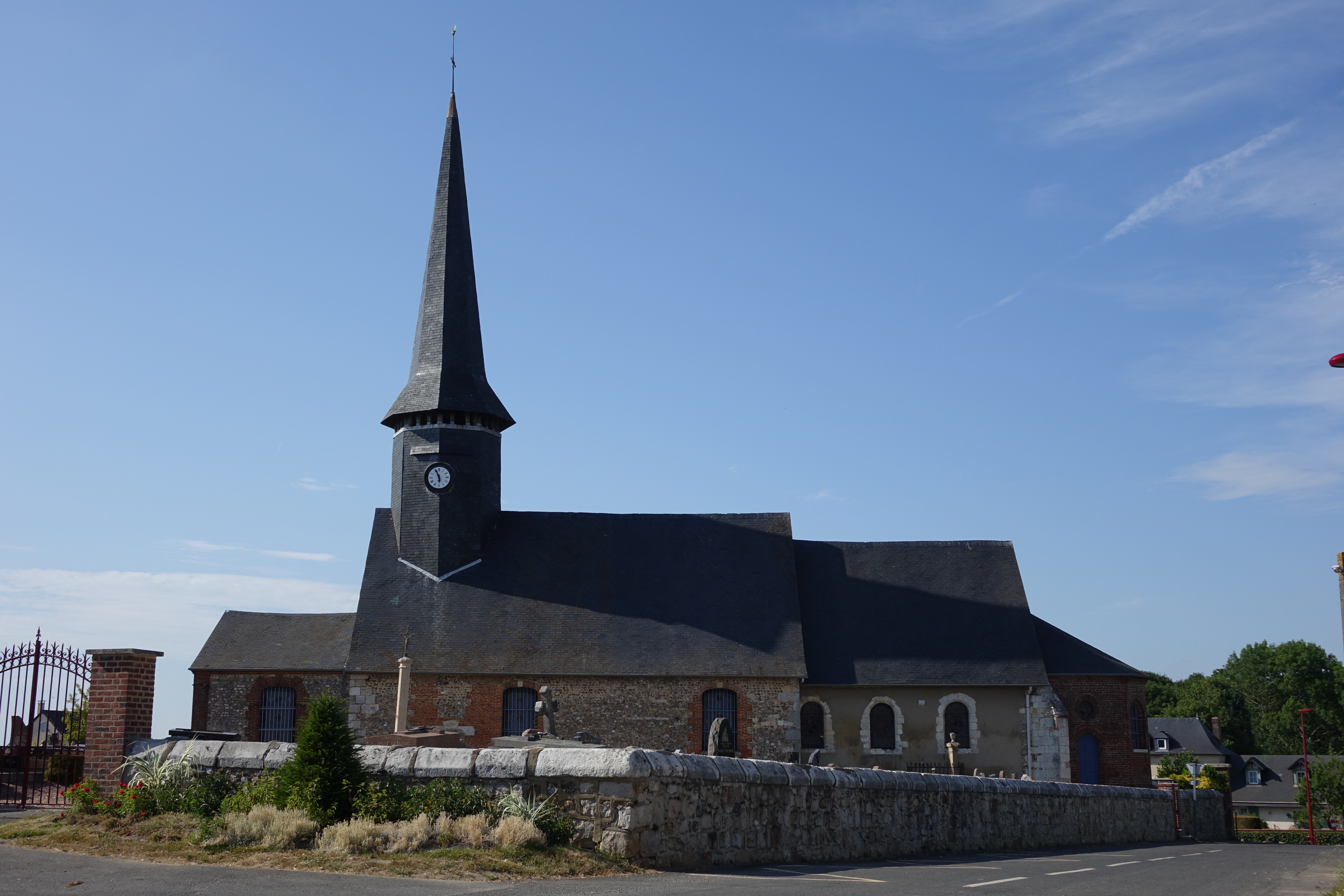
Église d'Auzouville-sur-Ry.

- Le château : ayant appartenu à une branche de la famille d'Osmoy, pionnière de la sucrerie d'Étrépagny[21].
- Le jardin plume a reçu le label « jardin remarquable »[22].

### Héraldique
| Armes d'Auzouville-sur-Ry | Les armes de la commune d'Auzouville-sur-Ry se blasonnent ainsi : D'argent à la barre du champ bordée d'azur, chargée de l'inscription « CHANTE ET PLEURE », accompagnée en chef de deux léopards l'un au-dessus de l'autre et en pointe d'une chantepleure [robinet de tonneau], le tout en ombre d'azur. Les deux léopards rappellent les armes de la Normandie. |